# Campeonato Mundial de Natação em Piscina Curta de 2016 - 4x50 m medley masculino
A prova dos 4x50 metros medley masculino do  Campeonato Mundial de Natação em Piscina Curta de 2016 foi disputado no dia 10 de dezembro no Centro WFCU em Windsor, Canadá.

## Recordes
Antes desta competição, os recordes mundiais e do campeonato nesta prova eram os seguintes:
|                       | Nome                                                                                                  | Nacionalidade | Tempo   | Local | Data                  |
| --------------------- | --- | ------------- | ------- | ----- | --------------------- |
| Recorde mundial       | Guilherme Guido (23,42) Felipe França Silva (25,33) Nicholas Santos (21,68) César Cielo Filho (20,08) | Brasil        | 1:30.51 | Doha  | 4 de dezembro de 2014 |
| Recorde do campeonato | Guilherme Guido (23,42) Felipe França Silva (25,33) Nicholas Santos (21,68) César Cielo Filho (20,08) | Brasil        | 1:30.51 | Doha  | 4 de dezembro de 2014 |

## Medalhistas
| Ouro | Prata | Bronze                                                                            |
| Rússia · Andrey Shabasov · Kirill Prigoda · Aleksandr Popkov · Vladimir Morozov · Grigoriy Tarasevich* · Oleg Kostin* · Daniil Pakhomov* · Aleksei Brianskiy* | Estados Unidos · Jacob Pebley · Cody Miller · Tom Shields · Michael Chadwick · Matthew Josa* · Michael Andrew* · Paul Powers* | Bielorrússia · Pavel Sankovich · Ilya Shymanovich · Yauhen Tsurkin · Anton Latkin |

*Participaram apenas das eliminatórias, mas também receberam medalhas.

## Resultados

### Eliminatórias
As eliminatórias ocorreram dia 10 de dezembro. 27  nacionalidades participaram da competição. 
| Colocação | Bateria | Raia | Nacionalidade        | Nome | Tempo     | Notas |
| --------- | ------- | ---- | -------------------- | --- | --------- | ----- |
| 1.        | 2       | 1    | Rússia               | Grigorij Tarasewicz (23,80) Oleg Kostin (26,03) Daniił Pachomow (22,40) Aleksiej Brianskij (21,02)              | 1:33,25   | Q     |
| 2.        | 3       | 3    | Bielorrússia         | Pawieł Sankowicz (23,32) Ilja Szymanowicz (25,92) Jauhen Curkin (22,67) Anton Łatkin (21,57)                    | 1:33,48   | Q     |
| 3.        | 3       | 7    | China                | Xu Jiayu (23,46) Yan Zibei (26,11) Li Zhuhao (22,93) Yu Hexin (21,45)                                           | 1:33,95   | Q     |
| 4.        | 2       | 6    | Japão                | Junya Koga (23,68) Yoshiki Yamanaka (26,54) Takeshi Kawamoto (22,56) Kenta Ito (21,23)                          | 1:34,01   | Q     |
| 5.        | 3       | 8    | Austrália            | Bobby Hurley (23,63) Tommy Sucipto (26,56) David Morgan (22,31) Brayden McCarthy (21,74)                        | 1:34,24   | Q     |
| 6.        | 2       | 8    | Estados Unidos       | Matthew Josa (23,84) Michael Andrew (26,62) Tom Shields (22,70) Paul Powers (21,10)                             | 1:34,26   | Q     |
| 7.        | 3       | 1    | Lituânia             | Danas Rapšys (24,28) Giedrius Titenis (26,51) Mindaugas Sadauskas (22,71) Simonas Bilis (20,80)                 | 1:34,30   | Q     |
| 8.        | 2       | 4    | Suécia               | Jesper Björk (24,77) Johannes Skagius (25,78) Simon Sjödin (22,77) Christoffer Carlsen (21,70)                  | 1:35,02   | Q     |
| 9.        | 3       | 2    | França               | Thomas Avetand (24,96) Jean Dencausse (26,75) Jérémy Stravius (22,29) Yonel Govindin (21,38)                    | 1:35,38   |       |
| 10.       | 1       | 4    | Canadá               | Jeremy Bagshaw (25,27) Jason Block (26,66) MacKenzie Darragh (23,91) Mirando-Florent Richard-Jarry (22,05)      | 1:37,89   |       |
| 11.       | 1       | 6    | Islândia             | Kristinn Þórarinsson (25,17) Viktor Vilbergsson (27,51) David Adalsteinsson (23,77) Aron Örn Stefánsson (22,21) | 1:38,66   |       |
| 12.       | 1       | 2    | África do Sul        | Ricky Ellis (25,16) Alaric Basson (27,90) Alard Basson (24,38) Myles Brown (22,01)                              | 1:39,45   |       |
| 13.       | 1       | 3    | Hong Kong            | Mak Ho Lun Raymond (25,98) Tsui Hoi Tung Ronald (27,97) Ng Chun Nam Derick (23,79) Cheung Kin Tat Kent (22,82)  | 1:40,56   |       |
| 14.       | 3       | 4    | Macau                | Ngou Pok Man (25,70) Chao Man Hou (27,06) Sio Ka Kun (24,99) Lin Sizhuang (23,84)                               | 1:41,59   |       |
| 15.       | 3       | 5    | Macedônia do Norte   | Gorazd Chepishevski (25,77) Damjan Petrovski (29,64) Ljupcho Angelovski (24,69) Marko Blazhevski (22,55)        | 1:42,65   |       |
| 16.       | 2       | 3    | Papua-Nova Guiné     | Ryan Pini (24,56) Ashley Seeto (29,03) Stanford Kawale (26,28) Sam Seghers (24,12)                              | 1:43,99   |       |
| 17.       | 1       | 0    | Filipinas            | Axel Ngui (27,43) James Deiparine (27,72) Jeremy Lim (26,02) Alfonso Bautista (24,06)                           | 1:45,23   |       |
| 18. !     | 1       | 5    | Chéquia              | | 9:99,99 ! | DNS   |
| 18. !     | 1       | 7    | Quênia               | | 9:99,99 ! | DNS   |
| 18. !     | 1       | 8    | Itália               | | 9:99,99 ! | DNS   |
| 18. !     | 2       | 0    | Seicheles            | | 9:99,99 ! | DNS   |
| 18. !     | 2       | 5    | República Dominicana | | 9:99,99 ! | DNS   |
| 18. !     | 2       | 7    | Albânia              | | 9:99,99 ! | DNS   |
| 18. !     | 3       | 0    | Angola               | | 9:99,99 ! | DNS   |
| 18. !     | 3       | 6    | Venezuela            | | 9:99,99 ! | DNS   |
| 18. !     | 2       | 2    | Paraguai             | Charles Hockin (24,52) Renato Prono (26,58) Ivo Kunzle (25,06) Benjamin Hockin                                  |           | DSQ   |

### Final
A final teve sua disputa realizada em 10 de dezembro. 
| Colocação         | Raia | Nome           | Nacionalidade                                                                                          | Tempo   | Notas            |
| ----------------- | ---- | -------------- | --- | ------- | ---------------- |
| Medalha de ouro   | 4    | Rússia         | Andriej Szabasow (23,46) Kiriłł Prigoda (25,52) Aleksandr Popkow (22,08) Władimir Morozow (20,46)      | 1:31,52 | Recorde nacional |
| Medalha de prata  | 7    | Estados Unidos | Jacob Pebley (23,54) Cody Miller (25,68) Tom Shields (21,94) Michael Chadwick (20,81)                  | 1:31,97 |                  |
| Medalha de bronze | 5    | Bielorrússia   | Pawieł Sankowicz (23,05) Ilja Szymanowicz (25,82) Jauhen Curkin (22,59) Anton Łatkin (21,03)           | 1:32,49 |                  |
| 4.                | 6    | Japão          | Junya Koga (22,98) Yoshiki Yamanaka (26,63) Takeshi Kawamoto (22,15) Kenta Ito (20,86)                 | 1:32,62 |                  |
| 5.                | 2    | Austrália      | Bobby Hurley (23,64) Tommy Sucipto (26,40) David Morgan (22,22) Tommaso D'Orsogna (21,03)              | 1:33,29 |                  |
| 6.                | 3    | China          | Xu Jiayu (23,53) Yan Zibei (26,29) Li Zhuhao (22,97) Yu Hexin (21,19)                                  | 1:33,98 |                  |
| 7.                | 8    | Suécia         | Jesper Björk (24,65) Johannes Skagius (25,59) Simon Sjödin (22,91) Christoffer Carlsen (21,25)         | 1:34,40 |                  |
| 8.                | 1    | Lituânia       | Danas Rapšys (24,24) Giedrius Titenis (26,38) Deividas Margevičius (23,28) Mindaugas Sadauskas (21,10) | 1:35,00 |                  |

Legenda
| Recorde mundial       | Recorde mundial (World record)               |                       | Recorde africano                      | Recorde africano (African) |                                           | Q | Classificado por posição (Qualified) |
| Recorde do campeonato | Recorde do campeonato (Championship record)  | Recorde da América    | Recorde da América (Americas)         | q                          | Classificado por melhor tempo (Qualified) |   |                                      |
| Melhor marca do ano   | Melhor marca do ano (World leading)          | Recorde asiático      | Recorde asiático (Asian)              | DNS                        | Não largou (Did not start)                |   |                                      |
| Recorde nacional      | Recorde nacional (National record)           | Recorde europeu       | Recorde europeu (European)            | DNF                        | Não terminou (Did not finish)             |   |                                      |
| Recorde pessoal       | Recorde pessoal do atleta (Personal best)    | Recorde da Oceania    | Recorde da Oceania (Oceania)          | DSQ / DQ                   | Desclassificado (Disqualified)            |   |                                      |
| Recorde da temporada  | Recorde da temporada do atleta (Season best) | Recorde sul-americano | Recorde sul-americano (South America) | NM                         | Sem marca (No mark)                       |   |                                      |